# Comuna Krîji, Kremeneț
Krîji (în ucraineană Крижі) este o comună în raionul Kremeneț, regiunea Ternopil, Ucraina, formată din satele Krîji (reședința) și Mîsîkî.

## Demografie
Componența lingvistică a comunei Krîji
     Ucraineană (99,52%)
     Alte limbi (0,48%)
Conform recensământului din 2001, majoritatea populației comunei Krîji era vorbitoare de ucraineană (99,52%), existând în minoritate și vorbitori de alte limbi.